# Popis hrvatskih veleposlanika na Malti
Republika Hrvatska i Republika Malta održavaju diplomatske odnose od 30. lipnja 1992. Sjedište veleposlanstva je u Rimu.

## Veleposlanici
Hrvatska nema rezidentno veleposlanstvo na Malti. Veleposlanstvo Republike Hrvatske u Talijanskoj Republici pokriva Republiku San Marino i Republiku Maltu.
| Veleposlanik       | Postavljenje        | Opoziv              | Sjedište |
| ------------------ | ------------------- | ------------------- | -------- |
| Ivica Maštruko     | 24. studenoga 1992. | 20. ožujka 1994.    | Rim      |
| Davorin Rudolf     | 21. ožujka 1994.    | 21. kolovoza 2000.  | Rim      |
| Drago Kraljević    | 12. listopada 2001. | 16. listopada 2005. | Rim      |
| Tomislav Vidošević | 6. veljače 2006.    | 15. kolovoza 2012.  | Rim      |
| Damir Grubiša      | 19. veljače 2013.   | 31. kolovoza 2017.  | Rim      |
| Jasen Mesić        | 13. studenoga 2017. |                     | Rim      |

## Vanjske poveznice
- Malta na stranici MVEP-a